# Гідрогеологія В'єтнаму
Гідрогеологія В'єтнаму.
На тер. В'єтнаму розвинуті порові, тріщинні та карстові прісні води. 
Розрізняють три основні водоносні комплекси: 
- четвертинний осадовий,

- кам'яновугільно-тріасовий карбонатно-осадовий,

- неоген-четвертинний базальтовий.

Є сотні джерел гідротермальних та мінеральних вод з т-рою 30-80(95-100) °C. 
Місцями спостерігаються виходи високонапірних вод, які проникають в котловини споруд та гірничі виробки. 